# Emilio Retto
Emilio Retto (in latino Aemilius Rectus; fl. I secolo) è stato un politico romano, prefetto d'Egitto sotto l'imperatore Tiberio.

## Biografia
È ricordato perché in un'occasione inviò all'imperatore una raccolta di tasse  più ampia di quella richiesta alla provincia. Tiberio rispose che voleva che le sue pecore venissero tosate, non scuoiate.